# Anton Csorich
Antonín svobodný pán Csorich z Monte Creto (německy Anton Freiherr Csorich von Monte Creto, chorvatsky  Antun barun Čorić) (29. března 1794 Mahićno, dnes Chorvatsko – 15. července 1864 Dornbach, dnes Vídeň) byl rakouský generál. V rakouské armádě sloužil od roku 1808 a svou kariéru zahájil již v napoleonských válkách. Později řadu let sloužil v Čechách, jako vojenský velitel se prosadil v revolučních letech 1848–1849. Vynikl v bojích ve Vídni (1848) a poté v Uhrách (1848–1849). V letech 1850–1853 byl rakouským ministrem války, poté ještě několik let zastával vysoké funkce ve velení armády ve Štýrském Hradci, Budapešti a Vídni. V roce 1840 byl povýšen na barona a do penze odešel v roce 1859 v hodnosti polního zbrojmistra.

## Životopis

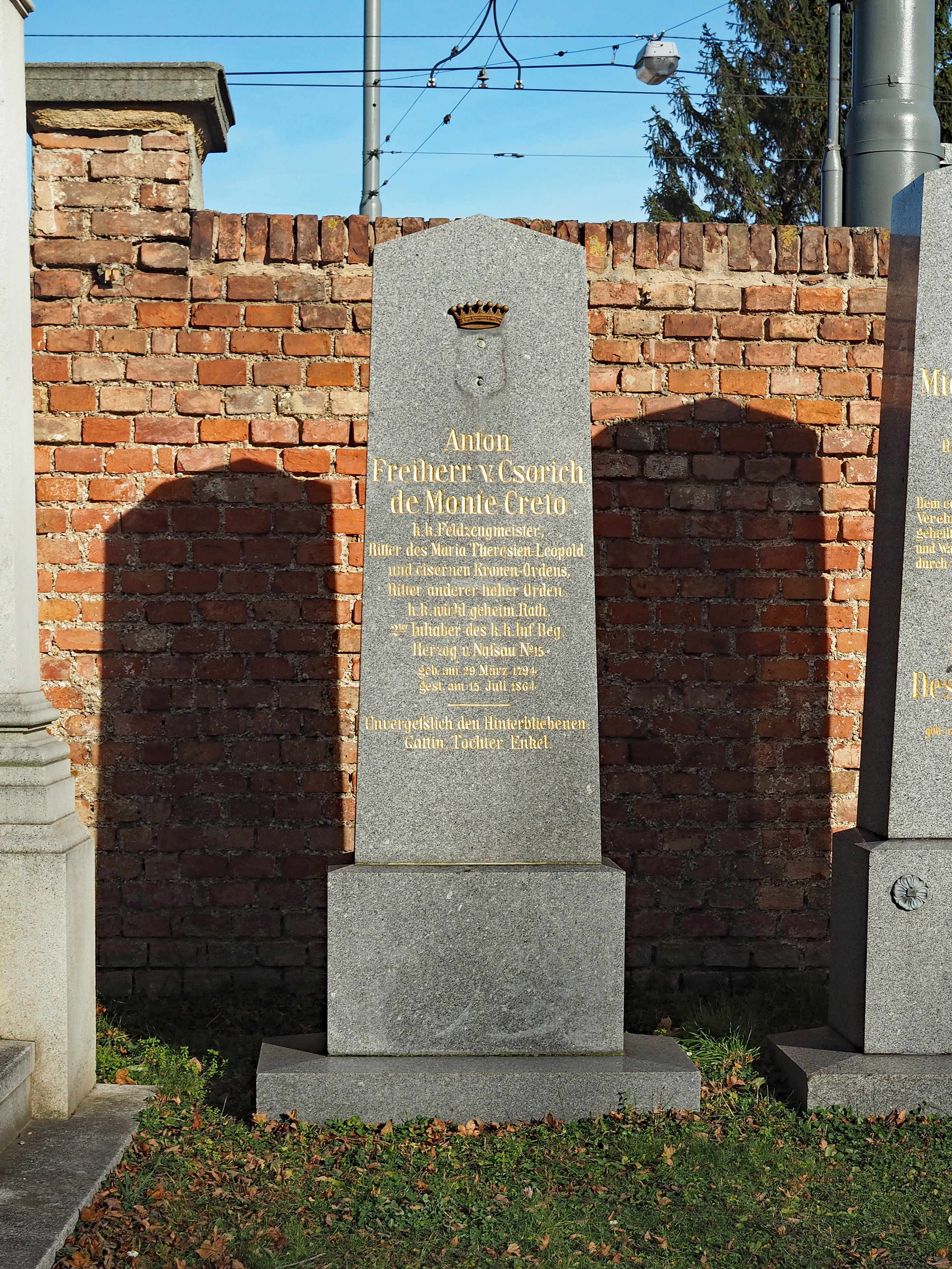
Hrob Antona Csoricha na Centrálním hřbitově ve Vídni

Pocházel z chorvatské šlechtické rodiny, do rakouské armády vstoupil v roce 1808 a zúčastnil se napoleonských válek. Později působil jako pobočník prince Aloise z Lichtenštejna, který byl v letech 1829–1833 zemským velitelem v Čechách. Po Lichtenštejnově smrti sloužil jako major od roku 1833 u pěšího pluku č. 11 v Táboře. V roce 1836 získal hodnost plukovníka a byl velitelem štábu pěšího pluku č. 42 v Terezíně. V roce 1842 dosáhl hodnosti generálmajora, krátce byl velitelem pěší brigády v Itálii a již o rok později byl převelen ke generálnímu štábu do Vídně. V letech 1846–1848 byl velitelem pevnosti v Salzburgu a k datu 12. dubna 1848 obdržel hodnost polního podmaršála.
Během revolučních let 1848–1849 bojoval nejprve ve Vídni, kde svým obratným postupem přispěl k záchraně uměleckých sbírek Hofburgu před útokem povstalců. Jeho zásluhy během revoluce ve Vídni byly oceněny komandérským křížem Leopoldova řádu a později rytířského kříže Řádu Marie Terezie, který obdržel osobně v roce 1850 od císaře Františka Josefa. Po potlačení revoluce ve Vídni byl převelen do Uher, kde v zimním tažení na přelomu let 1848–1849 velel nejpre pěší divizi ve II. armádním sboru generála Ladislava Bruntálského z Vrbna, krátce poté ale sám převzal velení armádního sboru. Podařilo se mu zatlačit Görgeyho jednotky k Banské Štiavnici, kde zajal řadu povstalců. Bojoval v bitvě u Kápolny, poté se pod velením generála Julia von Haynau uplatnil především obranou Prešpurku a za tyto zásluhy obdržel Řád železné koruny I. třídy. V létě 1849 obléhal Komárno, jehož obranu vedl povstalecký generál György Klapka. Ke dni 1. září 1849 předal velení svého armádního sboru maršálu Nugentovi a byl jmenován generálním pobočníkem armády.
V letech 1850–1853 zastával funkci rakouského ministra války, od roku 1850 byl zároveň c. k. tajným radou. V čele ministerstva války inicioval četné reformy, které se dotkly vojenského školství, výzbroje jezdectva, administrativní reorganizace Vojenské hranice nebo finančního ocenění důstojnického sboru. V roce 1853 bylo ministerstvo války zrušeno. Csorich byl v letech 1853–1856 velitelem III. armádního sboru ve Štýrském Hradci, poté zastával funkci generálního pobočníka vrchního velitele v Uhrách arcivévody Albrechta (1856–1859). V dubnu 1859 byl povolán znovu do Vídně, kde převzal funkci vrchního velitele, a dosáhl hodnosti polního zbrojmistra, již v září téhož roku ale odešel do výslužby.
Kromě uvedených rakouských řádů získal také několik ocenění od zahraničních panovníků. Již v závěru napoleonských válek získal od ruského cara Alexandra I. Řád sv. Anny s válečnou dekorací. Především díky spoluúčasti ruské armády na potlačení revoluce v Uhrách obdržel vyznamenání od dalšího ruského cara Mikuláše I., byl nositelem Řádu sv. Stanislava I. třídy a Řádu sv. Vladimíra III. třídy. Dále byl nositelem Konstantinova řádu sv. Jiří, hesenského Vilémova řádu a velkokříže papežského Řád svatého Řehoře Velikého. V letech 1849–1864 byl také čestným majitelem pěšího pluku č. 15.
Byl adoptivním synem svého strýce polního podmaršála Franze Csoricha (1772–1847) a díky tomu byl v roce 1840 povýšen do stavu svobodných pánů. Byl dvakrát ženatý (hraběnka Karolína Feuersteinová, † 1831; baronka Sophie Bogdan von Sturmbruck, 1816–1880). Z prvního manželství se narodila jediná dcera Karolína (1826-1892) provdaná za podplukovníka Julia Posselta.
Zemřel v Dornbachu (dnes městská část Vídně) v roce 1864, byl pohřben v čestném hrobě na vídeňském Ústředním hřbitově.